# 루펠넓적코박쥐
루펠넓적코박쥐(Scoteanax rueppellii)는 애기박쥐과에 속하는 박쥐의 일종이다. 루펠넓적코박쥐속(Scoteanax)의 유일종이다. 오스트레일리아에서 발견된다.

## 특징
작은 박쥐로 몸통 길이는 63~73mm이고 전완장은 51~56mm, 꼬리 길이는 44~58mm이다. 귀 길이는 16~18mm이고 몸무게는 최대35g이다. 상체는 담갈색부터 시나몬 갈색까지 다양하고 하체는 황갈색과 올리브색을 띤다. 입술은 거무스레한 갈색이다. 머리는 넓지만 주둥이는 짧고 사각형 모양을 띤다. 귀는 삼각형 모양으로 서로 잘 분리되어 있다.

## 생태
나무 구멍 속과 벗겨진 껍질, 바위틈 속에 은신하고 폐가 천장에서 발견되기도 한다. 포식 활동은 일몰 후에 시작하고 땅 위에서 약 3~6m 위를 비행한다. 암컷은 보통 1월에 새끼를 낳는다.

## 분포 및 서식지
오스트레일리아 퀸즐랜드주와 뉴사우스웨일스주, 빅토리아주 동부 해안을 따라 널리 분포한다. 해발 최대 500m 이하의 열대 습윤 숲과 건조 경엽수림, 유칼립투스 숲에서 서식한다.